# خوليو إنريكي مارتينيز
خوليو إنريكه مارتينيز ريفيرا (بالإنجليزية: Julio Enrique Martínez Rivera)‏ (مواليد 8 يوليو 1985 في كواتيبيكي) لاعب كرة قدم سلفادوري دولي يجيد اللعب في خط الوسط . يلعب حاليا لصالح نادي أليانزا السلفادوري منذ 2010 .

## روابط خارجية
- خوليو إنريكي مارتينيز على موقع الاتحاد الدولي (مؤرشف)  (الإنجليزية)
- خوليو إنريكي مارتينيز على موقع الدوري الأمريكي (الإنجليزية)
- خوليو إنريكي مارتينيز على موقع قاعدة بيانات كرة القدم.إي يو (الإنجليزية)
- خوليو إنريكي مارتينيز على موقع ناشيونال فوتبول تيمز (الإنجليزية)
- خوليو إنريكي مارتينيز على موقع Soccerway.com (الإنجليزية)